# Friedrich Geiecke
Friedrich Geiecke (* 19. September 1899 in Heiminghausen; † 22. Oktober 1982 in Mindelheim) war ein deutscher Kommunalpolitiker und ehrenamtlicher Landrat (Zentrum und CDU).

## Leben und Beruf
Nach dem Schulbesuch war Geiecke als Landwirt tätig. Er war verheiratet und hatte fünf Kinder.
Vom 14. Februar 1946 bis zum 6. April 1961 war er Mitglied des Kreistages des Landkreises Meschede. Vom 6. April 1961 bis zum 26. November 1969 war Geiecke Landrat des Landkreises Meschede. Bereits ab dem 12. März 1933 war er im Kreistag bis zu seiner Auflösung vertreten. 
Ferner war er Mitglied des Gemeinderates der Gemeinde Berghausen und der Amtsvertretung des Amtes Fredeburg. Von 1948 bis 1961 war er hier Bürgermeister. Außerdem war Geiecke Mitglied der Landschaftsversammlung des Landschaftsverbandes Westfalen-Lippe und in zahlreichen Gremien des Landkreistages Nordrhein-Westfalen tätig.